# Albert-Schweitzer-Preis
De Albert-Schweitzer-Preis was een cultuurprijs die tussen 1971 en 2004 jaarlijks uitgereikt werd door de Johann-Wolfgang-von-Goethe-Stiftung uit Bazel.
De Albert-Schweitzer-Preis werd uitgereikt aan persoonlijkheden die een voorbeeld waren op het gebied van de menselijkheid en het klimaat, en hun inzet deden zonder eigen belang. De prijs was gedoteerd met 30.000 Zwitserse franken.

## Prijsdragers
- 2004 · Ruth Pfau en Georg Sporschill
- 2002 · Paul Kronenberg en Sabriye Tenberken
- 1996 · Marina Picasso
- 1994 · Gemeinden Gemeinsam, Zwitserland
- 1993 · Robert Muller
- 1992 · Cliff Sanderson
- 1989 · Boris Luban-Plozza
- 1975 · Moeder Teresa en Theodor Binder
- 1971 · Johanniter-Unfall-Hilfe, Duitsland